# 四點大咽非鯽
四點大咽非鯽，為輻鰭魚綱鱸形目隆頭魚亞目慈鯛科的其中一種，分布於非洲馬拉威湖南部流域，棲息深度0-7公尺，體長可達16公分，棲息在植被生長的淺水域，以無脊椎動物為食，生活習性不明，可作為觀賞魚。